# 퇴근길 톡톡
김연경의 퇴근길 톡톡은 울산MBC 표준FM(울산 표준FM 97.5MHz)에서 평일 저녁 6시 5분부터 7시까지 방송되는 울산 전지역의 퇴근길 라디오 시사교양 프로그램이다.

## 역대 방송시간
| 방송 채널      | 방송 기간                           | 방송 시간                        |
| -------------- | ----------------------------------- | -------------------------------- |
| 울산MBC 표준FM | 2020년 3월 2일 ~ 2024년 5월 31일    | 평일 저녁 6:15 ~ 7:00            |
| 울산MBC 표준FM | 2024년 6월 3일 ~ 2024년 12월 27일   | 평일 저녁 6:10 ~ 7:00            |
| 울산MBC 표준FM | 2024년 12월 30일 ~ 2024년 12월 31일 | 월요일 ~ 화요일 저녁 6:10 ~ 7:00 |
| 울산MBC 표준FM | 2025년 1월 1일 ~ 현재               | 평일 저녁 6:05 ~ 7:00            |

## 기획 의도
- 퇴근길 시민들과 함께 소통하며 풀어가는 울산의 주요 이슈들. 이슈에 대한 다양한 관점, 다양한 의견들을 재미있게, 무엇보다 실용적으로 짚어봅니다. 문자 #2848, 전화 290-7708, 7709 외에 유튜브 보이는 라디오를 통해 실시간 댓글 통로를 확보해 소통의 폭을 더욱 넓힌 [퇴근길 톡톡]!! 또한 유튜브 클립으로 방송 아이템들이 꾸준히 회자될 수 있게 합니다.

## 프로그램 소개
- 월요일부터 금요일까지 매일 저녁 6시 10분!! 퇴근길 시민들과 함께 소통하며 풀어가는 울산의 이슈들을 다양한 관점에서 재미있게, 무엇보다 실용적으로 다루어 봅니다.

1. 보이는 라디오는 유튜브에서 함께 하실 수 있습니다. 다시듣기도 가능합니다. ^^ '울산MBC 뉴스' 채널 혹은 유튜브 '퇴근길톡톡' 검색 후 시청 가능

## 진행자
- 김연경 아나운서

## 코너

### 매일 코너
- [오늘의 퀴즈] : 청취자 문자 참여 (#2848)
- [주요뉴스] : 하루동안 울산에서 일어난 뉴스를 한번에 정리해 드립니다.
- [뉴스 따라잡기] : 오늘 퇴근길 톡톡에서 주목한 뉴스! 전문가를 연결해 집중 인터뷰합니다.
- [퇴근길 교통정보] : 퇴근길 도로 현황, 사고 소식, 고속도로 현황까지 교통리포터가 직접 전해줍니다.
- [퇴근길 콘서트] : 당신의 오늘 하루를 날씨로 표현한다면 어떨까요? 시민들의 목소리를 직접 담아 위안을 드리는 선곡까지 선물로 드립니다.

## 요일별 프로그램 소개

### 월요일
- 라디오 로펌 (김민수 변호사/ 유영진 변호사) : 울산에서 이슈가 된 사건 사고를 소재로 유용한 법률 정보를 제공합니다.
- 도담도담 육아talk (김현선 아동심리상담전문가) : 양육과 관련한 여러 가지 고민들을 전문가와 함께 풀어보는 시간을 마련합니다.

### 화요일
- [친절한 경제 이야기] (행복자산관리 연구소 김현우 소장) : 어렵게만 느껴지는 경제 이야기를 쉽고 재미있게 풀어줍니다.
- [백 브리핑] (울산MBC 정인곤 기자) : 이슈가 된 뉴스의 뒷이야기까지 알아보는 시간, 사건을 다양한 시각으로 짚어봅니다.

### 수요일
- [유희정 기자의 취재수첩] (울산MBC 보도국 유희정 기자) : 울산의 주요 이슈를 선정해 심층 분석하고, 취재 후 뒷 이야기도 함께 전해드립니다.

### 목요일
- [긴급점검] (남선영 작가) : 울산 최신 이슈의 현황을 들여다보고, 현장을 직접 찾아가 주민 의견을 들어보는 등. 그 누구보다 발빠르게 지역의 생생한 목소리를 전해드립니다.
- [기부 앤 테이크] (울산MBC 김영미, 김언지 리포터) : 울산의 소상공인, 자영업자와 청취자 간의 선순환. 소상공인의 제품을 구매하고, 구매금액은 기부금으로 전환되는 재미있는 기부 프로그램.

### 금요일
- [울바시(울산을 바꾸는 시간 10분)] (울산MBC 엄서빈 리포터) : 멘토 역할을 할 수 있는 분을 섭외해, 그들의 삶을 자연스럽게 담아내 전합니다.
- [톡톡, 클리어] (다온재무설계 권기철 대표) : 일상 생활 속에 적용 가능한 보험 팁 등 다양한 실용정보를 알아봅니다.
- [톡톡, 마이크를 빌려드립니다.] :  울산에서 홍보가 필요한 분들, 모두 모여 주세요!! 퇴근길 톡톡에서 성심성의껏 마이크를 빌려드립니다.

## 수상 목록
- 2023년 제35회 한국 PD대상 라디오 부문 작품상 (지역 정규)

## 같이 보기
- 울산MBC
- 울산MBC 표준FM
- 권순표의 뉴스 하이킥